# Калабухов Іван Савелійович
Іван Савелійович Калабухов (нар. 1903, Нова Збур'ївка  — пом. ?) —  організатор виробництва, раціоналізатор, начальник механічних майстерень Херсонського морського порту.

## Біографія
Народився у 1903 році в селі Новій Збур'ївці Дніпровського повіту Таврійської губернії (тепер Голопристанський район Херсонської області, Україна) у селянській сім'ї. У 1917—1922 роках наймитував у куркуля в рідному селі. З 1922 по 1927 рік плавав на різних кораблях Євпаторійського та Херсонського портів. З 1927 по 1929 рік працював слюсарем «Епрона», а потім мотористом в Азовському держрибтресті. З 1930 по 1941 рік служив у Військово-Морському флоті СРСР. З 1941 року брав участь в боях німецько-радянської війни. Демобілізувався у жовтні 1944 року у зв'язку з пораненням. Працював в Херсонському порту майстром, а потім начальником механічних майстерень. З 1946 по 1948 рік працював директором заводу № 4, створеним на базі механічних майстерень. Після реорганізації заводу, з 1948 року по 1968 рік виконував обов'язки начальника механічних майстерень морського порту. У 1968 році вийшов на пенсію.
За час роботи в порту вніс багато раціоналізаторських пропозицій, які принесли порту значний економічний ефект. Брав активну участь у громадському житті міста. У п'яти скликаннях обирався депутатом Херсонської міської ради народних депутатів, очолював побутову комісію ради.

## Відзнаки
- Нагороджений орденом «Знак Пошани» та шістьма медалями, зокрема медаллю «За бойові заслуги» (5 листопада 1942)[2].
- «Почесний громадянин міста Херсона» (присвоєно рішенням IV сесії Херсонської міської ради депутатів трудящих XI скликання № 51 31 жовтня 1967 року за активну участь у боротьбі проти німецько-фашистських загарбників у роки Великої Вітчизняної війни, багаторічну самовіддану працю по відновленню і розвитку Херсона, активну громадську діяльність)[1].